# Nestler (Familienname)
Nestler ist ein Familienname.

## Herkunft und Bedeutung
Der ursprünglich berufsbezogene deutsche Familienname Nestler ist von dem gleichlautenden historischen Handwerksberuf des Nestlers abgeleitet. Der Name ist zuerst in Schwaben nachgewiesen. In seltenen Fällen kann der Name auch englischen Ursprungs sein.

## Namensträger
- Albert Nestler (1851–1901), deutscher Unternehmer, siehe Albert Nestler Zeichentechnik
- Amadeus Nestler (1870–1964), deutscher Pianist und Musikpädagoge
- Arndt Nestler (1916–?), deutscher Agronom und Volkskammerabgeordneter
- August Julius Nestler (1849–1919), deutscher Komponist, Chorleiter und Musikpädagoge
- Bernd Nestler (* 1953), deutscher Fußballspieler
- Britta Nestler (* 1972), deutsche Mathematikerin und Hochschullehrerin
- Carl Gotthilf Nestler (1789–1864), erzgebirgischer Hammerherr
- Christian Gottfried Nestler (auch Chrétien Géofroy Nestler; 1778–1832), französischer Botaniker und Hochschullehrer
- Christine Nestler (* 1940), deutsche Skilangläuferin (DDR)
- Cornelius Nestler, deutscher Jurist und Hochschullehrer
- Dieter Nestler (1936–2014), deutscher Künstler
- Eric J. Nestler, US-amerikanischer Neurowissenschaftler, Psychiater und Hochschullehrer
- Friederike Johanna Nestler-Rebeau (* 1938), österreichische Installations- und Objektkünstlerin sowie Fotografin
- Friedrich Nestler (Bibliothekswissenschaftler) (1935–2013), deutscher Bibliothekswissenschaftler
- Friedrich August Nestler (1817–1907), deutscher Politiker, MdL Sachsen
- Friedrich Hermann Nestler (1765–1848), deutscher Buchdrucker und Buchhändler
- Fritz Nestler (1876–1950), deutscher Unternehmer und Politiker (DVP), MdL
- Gaby Nestler (* 1967), deutsche Skilangläuferin (DDR)
- Gerhard Nestler (Komponist) (1900–1983), deutscher Komponist und Musiktheoretiker
- Gerhard Nestler (Historiker) (* 1952), deutscher Historiker und Archivar
- Gotthold Nestler (1887–1957), deutscher Architekt
- Harry Nestler (* 1943), Bremer Politiker (CDU)
- Heinz Nestler (* 1938), deutscher nordischer Skitrainer
- Irene Nestler (1936~2018), deutsche bildende Künstlerin aus Hamburg
- Joachim Nestler (1936–2002), deutscher Drehbuchautor und Schriftsteller
- Johann Karl Nestler (1783–1841), österreichischer Agrarwissenschaftler
- Karl Christoph Nestler (1740–1804), deutscher evangelischer Theologe
- Lisa Nestler (* 2001), deutsche Schauspielerin
- Lothar Nestler (1932–2015), deutscher Diplomat
- Monica von Rosen Nestler (* 1943), schwedisch-schweizerische Künstlerin, Fotografin und Autorin
- Nina Nestler (* 1982), deutsche Rechtswissenschaftlerin
- Norbert Nestler (1942–2014), österreichischer Künstler und Kunsterzieher
- Paolo Nestler (1920–2010), deutscher Architekt und Designer
- Patricia Nestler (* 2001), deutsche Volleyballspielerin
- Peter Nestler (Politiker) (1929–2022), deutscher Journalist und Kulturpolitiker
- Peter Nestler (Regisseur) (* 1937), deutscher Dokumentarfilmer und Schauspieler
- Peter Nestler (Fußballspieler) (* 1951), deutscher Fußballspieler
- Simon Nestler (* 1983), deutscher Informatiker und Hochschullehrer
- Theo Nestler (1868–1932), deutscher Komponist und Chorleiter
- Ute Nestler (* 1960), deutsche Skilangläuferin (DDR)
- Vincenzo Nestler (1912–1988), italienischer Schachspieler
- Waldus Nestler (1887–1954), deutscher Friedens- und Reformpädagoge
- Wolfgang Nestler (* 1943), deutscher Künstler und Hochschullehrer